# Clermont-en-Argonne
Clermont-en-Argonne es un municipio o comuna de Francia, situado dentro del departamento de Mosa y la región de Lorena.

## Historia
Fue la capital de un condado independiente, unido al Ducado de Bar. En 1641 durante la guerra franco- española, fue ocupada por Francia. Anexionando la villa en 1659 mediante la Paz de los Pirineos.
Se unió a la Fronda, fue sitiada el 8 de noviembre de 1654 y conquistada por las tropas reales el 22 de noviembre, procediendo estas a desmantelar la fortaleza y murallas de la ciudad.

## Demografía
| 1377 | 1575 | 1605 | 1778 | 1794 | 1767 |
| Para los censos de 1962 a 1999 la población legal corresponde a la población sin duplicidades (Fuente: INSEE [Consultar]) |      |      |      |      |      |